# Крупники (Рязанская область)
Крупники — село в Рыбновском районе Рязанской области, входит в состав Пионерского сельского поселения.

## География
Село расположено у прудов, на левом берегу реки Пальная, на удалении от болотистого русла реки. Западнее и юго-западнее находится ближайшее поселение — село Борисовское, стоящее на берегу Журавки, небольшого притока Пальной. Севернее и северо-западнее, на возвышенности, произрастает липово-осиновый Зиминский лес. Северо-восточнее, за холмом (159 м над уровнем моря) — село Старое Зимино (Захаровский район), там же ранее находилось ныне не существующее Новое Зимино. На востоке, на левом берегу реки Пальная — урочище Крупниковские Выселки. На правом берегу, далее к востоку, у реки Вязовки, впадающей чуть севернее (у Нового Зимино) в Пальную, располагался заброшенный сейчас населённый пункт Вязовка.

## История
Первые упоминания села относятся, по-видимому, к концу XVI века. Есть данные, что в 1594—1597 годах село Крупники Кобыльского стана числилось за Кирьяком Юрьевичем Биркиным. В 1597 году сельцо Крупники, по-прежнему в Кобыльском стане Рязанского уезда, было вотчиной Тимофея Васильевича Измайлова, представителя знатного рязанского боярского рода Измайловых и родоначальника наиболее заметной ветви этого рода, процветавшей в XVII—XIX веках.
В самом конце XVI века в истории села появляются Гагины. Родоначальник Гагиных, Иван Иванович Гагин, по писцовой выписи В. Я. Волынского и И. А. Нащокина в 1598—1599 годах получил жеребий (земельный надел) в сельце Крупники на речке Крупенке, который ранее был вотчиной «Михаила, Назарова сына, и Дмитрия, Ларина сына, Измайловых». 30 ноября 1612 года за участие в «московском осадном сидении» Иван Иванович Гагин был пожалован вотчиной в деревне Крупники Кобыльского стана Рязанского уезда.
Сообщение приправочных книг 1616 года говорит о деревне на реке Вязовке, в Кобыльском стане. Одна половина деревни числилась за «Иваном Ивановым, сыном Гагина, другая — за Фёдором Ивановым, сыном Измайлова, Прокофием Булгаковым, сыном Измайлова, и за вдовой Агафьей Дмитриевой, женой Измайлова».
В начале XVIII века Гагиным (стольнику Ивану Федосеевичу Гагину) в селе Крупники (также именовалось деревней, имело второе название — Малые Кочурки) принадлежало 94 четверти земли. С 1778 года село входило в Михайловский уезд Рязанского наместничества (с 1796 года — Рязанской губернии). Во второй половине XVIII века часть крестьян села Крупняки Михайловского уезда принадлежала князю Петру Александровичу Волконскому, получившему их с приданым жены, Анисьи Ивановны Гагиной (родители князя Д. П. Волконского, предки князя П. М. Волконского). Кроме того, в этот же период помещиком села Крупники числился один из представителей дворянского рода Змиевых.
Во второй половине XIX и начале XX века в Крупниках располагался конный завод помещиков Кученевых, доставшийся им в 1857 году от Ф. И. Григорьева. По состоянию на 1876 год конным заводом в Крупниках владел коллежский советник Иван Михайлович Кученев. За период с 1901 по 1910 год лошади крупниковского завода принесли на бегах своим владельцам, братьям Сергею и Леониду Ивановичам Кученевым (прежде всего, Сергею Ивановичу), более 75 тыс. рублей выигрышей. В начале XX века село находилось в Токаревской волости Михайловского уезда. В Крупниках в начале века были мелочная лавка, хлебозапасный магазин.
В 1924 году была образована Больше-Коровинская волость Зарайского уезда Рязанской губернии, куда, в числе прочих, вошло и село Крупники. По состоянию на 1 октября 1926 года в поселении было 40 дворов. По данным на июль 1927 года, у села было 304,43 десятины пашни, 10 десятин усадебных угодий, 22,89 десятины лугов, 5 десятин выгонных земель, 7 десятин неудобных земель. В хозяйствах насчитывалось 59 коров и 49 лошадей, 4 веялки. В населённом пункте были зарегистрированы небольшой кирпичный завод, товарищество смешанного типа, занимающееся арендой сада, который находился в ведении волостного исполнительного комитета (4 десятины). Крупники были центром сельсовета.
С 1929 года село Крупники — в составе Больше-Коровинского района Коломенского округа Московской области (с 1930 года, после упразднения окружной системы, район находился в прямом подчинении областных властей). В 1937 году район вошёл в состав Рязанской области, в 1956 году упразднён. В Рыбновском районе Крупники входили в Комсомольский сельский округ — до муниципальной реформы, с 2004 года — в состав Комсомольского сельского поселения, с 2014 года — в состав Пионерского сельского поселения.

## Население
| 1859 | 1906 | 2010 |
| ---- | ---- | ---- |
| 340  | ↘218 | ↘14  |

По состоянию на 1985 год население села составляло приблизительно 30 человек. По данным переписи 2002 года, в селе проживало 15 человек (6 мужчин и 9 женщин), 100 % населения составляли русские. По данным переписи 2010 года, в селе значилось мужчин — 4 человека, женщин — 9 человек, из них русских — 9 человек, украинцев — 4 человека.
Численность населения в середине XIX — начале XX века
| Год  | Численность, чел. | Число дворов (домохозяйств) |
| 1859 | 340               | 33                          |
| 1866 | 300               | 36                          |
| 1905 | 218               | 31                          |
| 1927 | 345               | 42                          |

## Храм
В селе существовала церковь в честь Преображения Господня. Сам церковный приход возник в населённом пункте не позднее 1676 года, когда в окладных книгах за приходом уже числилось: 16 четвертей земли в поле, 30 копен сенных покосов, 44 приходских двора, в том числе 3 боярских двора. В 1818 году помещик Михаил Лукич Гагин выстроил в селе каменную церковь, в 1860 году помещиками Василием и Иваном Михайловичами Кученевыми построена колокольня. По состоянию на 1873 год в причте церкви состояли священник и псаломщик; всего приход имел 66 десятин земли (по данным клировых ведомостей). К приходу Преображенской церкви села Крупники была причислена Преображенская церковь села Борисовское, которая особого причта не имела. На сегодняшний день храм в Крупниках не существует, вероятно, ликвидирован в советские годы.

## Комментарии
1. ↑  В источнике Иван Иванович Гагин ошибочно назван Гагариным.
2. ↑  К данным в базе применён алгоритм незначительного возмущения (пертурбации), вносящий случайным образом незначительные искажения (зашумление данных), в результате чего сумма искажённых значений несколько отличается от настоящих значений.
3. ↑  Временнообязанные крестьяне и крестьяне-собственники.
4. ↑  По состоянию на 1 января 1905 года.
5. ↑  В источнике Михаил Лукич Гагин ошибочно назван Гагариным.